# Kaarlo Maaninka

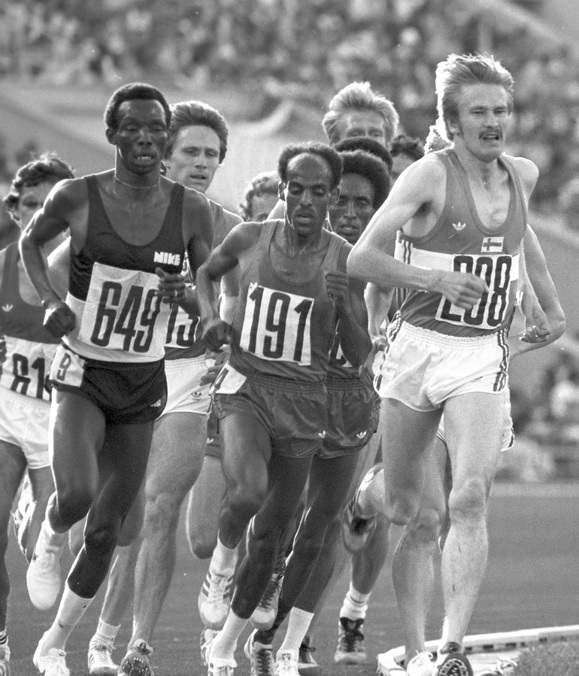
1. 649 Suleiman Nyambui, #191 Miruts Yifter och #208 Kaarlo Maaninka.

Kaarlo Hannes Maaninka, född den 25 december 1953 i Posio, Finland, är en finländsk före detta friidrottare inom långdistanslöpning.
Han tog OS-silver på 10 000 meter vid friidrottstävlingarna 1980 i Moskva. 
Kaarlo Maaninka medgav att han bloddopat sig inför OS 1980, vilket då inte var ett regelbrott.
| ”                                                     | Jag tränade hårt i två och en halv månad i bergen. Jag tror inte min goda kondition berodde på blodtransfusionerna. | „ |
| – Kaarlo Maaninka till den finländska tidningen Hymy. | |   |